# Marilyn Maxwell
Marilyn Maxwell, född 3 augusti 1921 i Clarinda, Iowa, död 20 mars 1972 i Beverly Hills, Los Angeles, Kalifornien, var en amerikansk skådespelare, sångare och underhållare.
Hennes ursprungliga namn var Marvel Marilyn Maxwell. När MGM-chefen Louis B. Mayer sade att hon borde ändra sitt förnamn "Marvel", valde hon att stryka det första förnamnet och använda namnet "Marilyn" i stället.
Hon uppträdde för United Service Organizations (USO) tillsammans med Bob Hope. Hon reste och underhöll amerikanska trupper både under andra världskriget och under Koreakriget.
En av hennes mest kända filmer är Hej tomtegubbar. I filmen sjunger hon julsången "Silver Bells" tillsammans med Bob Hope.
Enligt Arthur Marx, Bob Hope- biografi, The Hope Life of Bob Hope, var Maxwells långsiktiga affär med Hope så öppen att Hollywood-gemenskapen rutinmässigt kallade henne "Mrs. Bob Hope".
Maxwell hade också en flerårig affär med Frank Sinatra, som beskrivs i Alex Gibneys dokumentär 2015 om Sinatra för HBO, All or Nothing At All.

## Filmografi
- 1947 – Den förtrollade ön
- 1950 – Farlig frihet
- 1951 – Hej tomtegubbar
- 1951 – New Mexico